# NGC 470
NGC 470 (również PGC 4777 lub UGC 858) – galaktyka spiralna (Sb), znajdująca się w gwiazdozbiorze Ryb w odległości około 100 milionów lat świetlnych od Ziemi. Została odkryta 13 grudnia 1784 roku przez Williama Herschela. Galaktyka ta wraz z sąsiednią NGC 474 tworzy razem układ skatalogowany w Atlasie Osobliwych Galaktyk jako Arp 227.